# Comuna de Orły
Orły (polaco: Gmina Orły) é uma gminy (comuna) na Polónia, na voivodia de Subcarpácia e no condado de Przemyski. A sede do condado é a cidade de Orły.
De acordo com os censos de 2004, a comuna tem 8419 habitantes, com uma densidade 120,1 hab/km².

## Área
Estende-se por uma área de 70,11 km², incluindo:
- área agricola: 88%
- área florestal: 2%

## Demografia
Dados de 30 de Junho 2004:
|                      | Total   | Total | Mulheres | Mulheres | Homens  | Homens |
| -------------------- | ------- | ----- | -------- | -------- | ------- | ------ |
|                      | pessoas | %     | pessoas  | %        | pessoas | %      |
| População            | 8419    | 100   | 4200     | 49,9     | 4219    | 50,1   |
| Densidade (pop./km²) | 120,1   | 100   | 59,9     | 59,9     | 60,2    | 60,2   |

De acordo com dados de 2002, o rendimento médio per capita ascendia a 1391,3 zł.

## Subdivisões
- Ciemięrzowice, Drohojów, Duńkowiczki, Hnatkowice, Kaszyce, Małkowice, Niziny, Olszynka, Orły, Trójczyce, Wacławice, Walawa, Zadąbrowie.

## Comunas vizinhas
- Chłopice, Radymno, Stubno, Żurawica